# Fountain Hill (Arkansas)
Fountain Hill ist eine US-amerikanische Town im Süden von Arkansas im Ashley County. Sie hat etwa 175 Einwohner (Stand Volkszählung 2010) auf einer Fläche von 1,52 km².

## Söhne und Töchter der Stadt
- Joe Jackson (1928–2018), Musikmanager, Vater der Jackson-Familie